# Alchemilla pseudocartalinica
Alchemilla pseudocartalinica é uma espécie de rosácea do gênero Alchemilla, pertencente à família Rosaceae.